# Кетлін Кеньйон
Дама Кетлін Мері Кеньйон (англ. Kathleen Kenyon; 5 січня 1906 р., м. Лондон, Британська імперія — 24 серпня 1978 р., м. Рексем) — англійський археолог. Проводила дослідження неолітичної культури Родючого Півмісяця та розкопки Єрихону у Йорданії (1952—1958).

## Життєпис
Її батько, Фредерік Кеньйон, був директором Британського музею. Кетлін Кеньйон закінчила навчання у Соммервільському коледжі у Оксфорді і стала першою жінкою президентом Оксфордського археологічного товариства. Після випуску (1929) працювала з Ґертрудою Кетон-Томпсон на розкопках руїн давнього міста у Зімбабве. Згодом стала працювати з головним археологом Мортімером Вілером.
Їх співпраця призвела до винаходу «системи Вілера-Кеньйон», яка заснована на точному метричному вимірюванні області розкопок та поділу її на квадрати.
У 1936—1939 рр. брала участь у розкопках римських стін у Лестері. На цій підставі, 29 квітня 1937 р., її обрано на пост директора Інституту археології Університетського коледжу Лондона (при Лондонському університеті), який вона займала до 1946 р.. Потім працювала на розкопках у Сабрафі, Ліван, та інших місцях, зрештою ставши почесним директором Британської археологічної школи в Єрусалимі.
Її дослідження в Єрихоні допомогли правильно встановити датування насипів натуфійської культури у кінці останнього льодовикового періоду (10000—9000 років до н. е.). Також вона з відносним успіхом брала участь у розкопках Єрусалиму («Місто Давида»). У 1962 р. стала директором коледжу Святого Г'юґо в Оксфорді.
Після того, як у 1973 р. вона пішла у відставку, вона отримала звання дами-командора ордену Британської імперії.

## Праці
- (англ.)1942 The Buildings at Samaria, [Samaria-Sebaste I], London, 1942 (co-authored with Crowfoot, J.W. & Sukenik, E.L.)
- (англ.)1948 Excavations at the Jewry Wall Site, [Reports of the Research Committee of the Society of Antiquaries of London 15], Leicester, London: Society of Antiquaries, 1948.
- (англ.)1949 Guide to Wroxeter Roman City, London, 1949.
- (англ.)1951 «Some Notes on the History of Jericho in the Second Millennium B.C.», PEQ 83 (1951), 101—138.
- (англ.)1952 Beginning in Archaeology, London, 1952.
- (англ.)1952 «Early Jericho», Antiquity 26 (1952), 116—122.
- (англ.)1953 Beginning in Archaeology, second edition, London, 1953.
- (англ.)1954 Guide to Ancient Jericho, Jerusalem, 1954.
- (англ.)1957 Digging Up Jericho, London, 1957. (також опубліковано у голландському, івритському, італійському, іспанському та шведському виданнях).
- (англ.)1957 The Objects from Samaria, [Samaria-Sebaste III], London, 1957 (co-authored with Crowfoot, J.W. & Crowfoot, G.M).
- (англ.)1958 «Some Notes on the Early and Middle Bronze Age Strata of Megiddo», Eretz Israel 5 (1958), pp. 51–60.
- (англ.)1959 Excavations at Southwark, [Research Papers of Surrey Archaeological Society 5], 1959.
- (англ.)1960 Archaeology in the Holy Land, first edition, London, 1960.
- (англ.)1960 Excavations at Jericho — Volume I Tombs Excavated in 1952-4, London 1960.
- (англ.)1961 Beginning in Archaeology, revised edition, London, 1961.
- (англ.)1965 Archaeology in the Holy Land, second edition, London, 1965.
- (англ.)1965 Excavations at Jericho — Volume II Tombs Excavated in 1955-8, London, 1965.
- (англ.)1965, «British Archaeology Abroad — Jerusalem», Antiquity 39 (1965), 36-37.
- (англ.)1966 Amorites and Canaanites, (Schweich Lectures Series, 1963), London: Published for the British Academy by Oxford University Press, 1966.
- (англ.)1966 «Excavations in Jerusalem, 1965», PEQ (1966), 73-88.
- (англ.)1967 Jerusalem — Excavating 3000 Years of History, [New Aspects of Antiquity], London, 1967 (також опубліковано в німецькому виданні).
- (англ.)1969 «Middle and Late Bronze Age Strata at Megiddo», Levant 1 (1969), pp. 25–60.
- (англ.)1970 Archaeology in the Holy Land, third edition, 1970 (також опубліковано у голландському, датському, німецькому, іспанському та шведському виданнях).
- (англ.)1971 Royal Cities of the Old Testament, London, 1971.
- (англ.)1971 «An Essay on Archaeological Technique: the Publication of Results from the Excavation of a Tell», Harvard Theological Review 64 (1971), 271—279.
- (англ.)1974 Digging up Jerusalem, London: Benn, 1974.
- (англ.)1974 «Tombs of the Intermediate Early Bronze — Middle Bronze Age at Tel 'Ajjul», in Stewart, J.R. (ed.), Tell el Ajjul — the Middle Bronze Age Remains, [App. 2. Studies in Mediterranean Archaeology], Göteborg, 1974, 76-85.
- (англ.)1978 The Bible and recent archaeology, London: British Museum Publications Ltd, 1978.